# Pheropsophus verticalis
Pheropsophus verticalis − gatunek chrząszcza z rodziny biegaczowatych (Carabidae). Występuje w Australii. Spędza główną część roku w koloniach pod skałami, polując nocami na małe owady. W lecie osobniki parują się i składają jaja. Każda samica otacza jajo błotem i przykleja je do skał. Następnie jajo przechodzi trzy fazy rozwoju. Po całkowitym rozwoju dorosłego owada dołącza on do reszty i porozumiewa się z nimi za pomocą dobrze wykształconych czułków.
Występują pod kamieniami, skałami i korą. Prowadzą nocny tryb życia. Żywią się innymi owadami. Żyją ok. 3 lata. Owady te są w stanie wystrzeliwać truciznę przez 29 sek. na odległość czterokrotnie dłuższą niż ich ciało. Owady te wypuszczają gęsty płyn oślepiający przeciwnika

## Morfologia
Pheropsophus verticalis ma owalne, spłaszczone ciało o długości od 5 do 13 mm. Powierzchnia pokryw skrzydeł jest w większości matowa, czarna, jednak na całej długości posiada podłużne rowki, które są bardziej błyszczące. Na każdej pokrywie skrzydła jest też duża pomarańczowo-czerwona plama, a na jej końcu wąski pomarańczowo-czerwony pasek. Powierzchnia pancerza głowy i szyi również składa się z pomarańczowo-czerwonych i czarnych plam. Odnóża i czułki są pomarańczowo-czerwone.

## Tryb życia
Zarówno osobniki dorosłe, jak i larwy, są drapieżnikami.
Należy do grupy owadów z pełną metamorfozą, którą przechodzi w trakcie rozwoju osobniczego. Larwy bardzo różnią się od dorosłych owadów, zarówno pod względem trybu życia, jak i budowy ciała. Między stadium larwalnym i imago chrząszcz przechodzi stadium poczwarki, okres odpoczynku, kiedy doznaje przebudowy wewnętrznych i zewnętrznych organów.